# Шевченківський ліс
«Шевченківський ліс» — гідрологічний заказник місцевого значення. Заказник розташований на території Вишгородського району Київської області, займає площу 53,5 га. 

## Загальна інформація
Територія заказника знаходиться в адміністративних межах Абрамівської сільської ради Вишгородського району, на території Шевченківського лісництва ДП «Димерське лісове господарство» – квартал 26. 
Об’єкт був створений рішенням 35 сесії Київської обласної ради V скликання від 21 жовтня 2010 р. № 866-35-V.

## Опис
Заказник є цінним дубовим лісом з фрагментами заболочених ландшафтів. Рослинність об’єкту представлена мішаними лісами та
болотистими ділянками. Флора урочища нараховує більше, ніж 140 видів судинних рослин. Це надзвичайно цінне місцезнаходження плаунових та рідкісної папороті гронянки напівмісяцевої, занесеної до Червоної книги України. Тут зростає популяція плауна колючого – виду, що також занесено до Червоної книги України. 
Завдяки збереженості цінних деревостанів тваринний світ тут дуже різноманітний. Зустрічається рідкісний у Київській області лось. Територія об’єкту дуже сприятлива для збереження популяцій лісових та болотяних амфібій та плазунів, є зоною мешкання птахів, багато з яких охороняються Бернською конвенцією. Із ссавців поширений ряд рідкісних видів кажанів.

## Скасування
Об'єкт скасований згідно рішення Київської обласної ради від 22.06.2020 N 879-35-VII "Про оголошення нововиявлених територій та об’єктів природно-заповідного фонду місцевого значення, скасування статусу та зміну меж існуючих територій та об’єктів природно-заповідного фонду місцевого значення на території Київської області" .

## Галерея

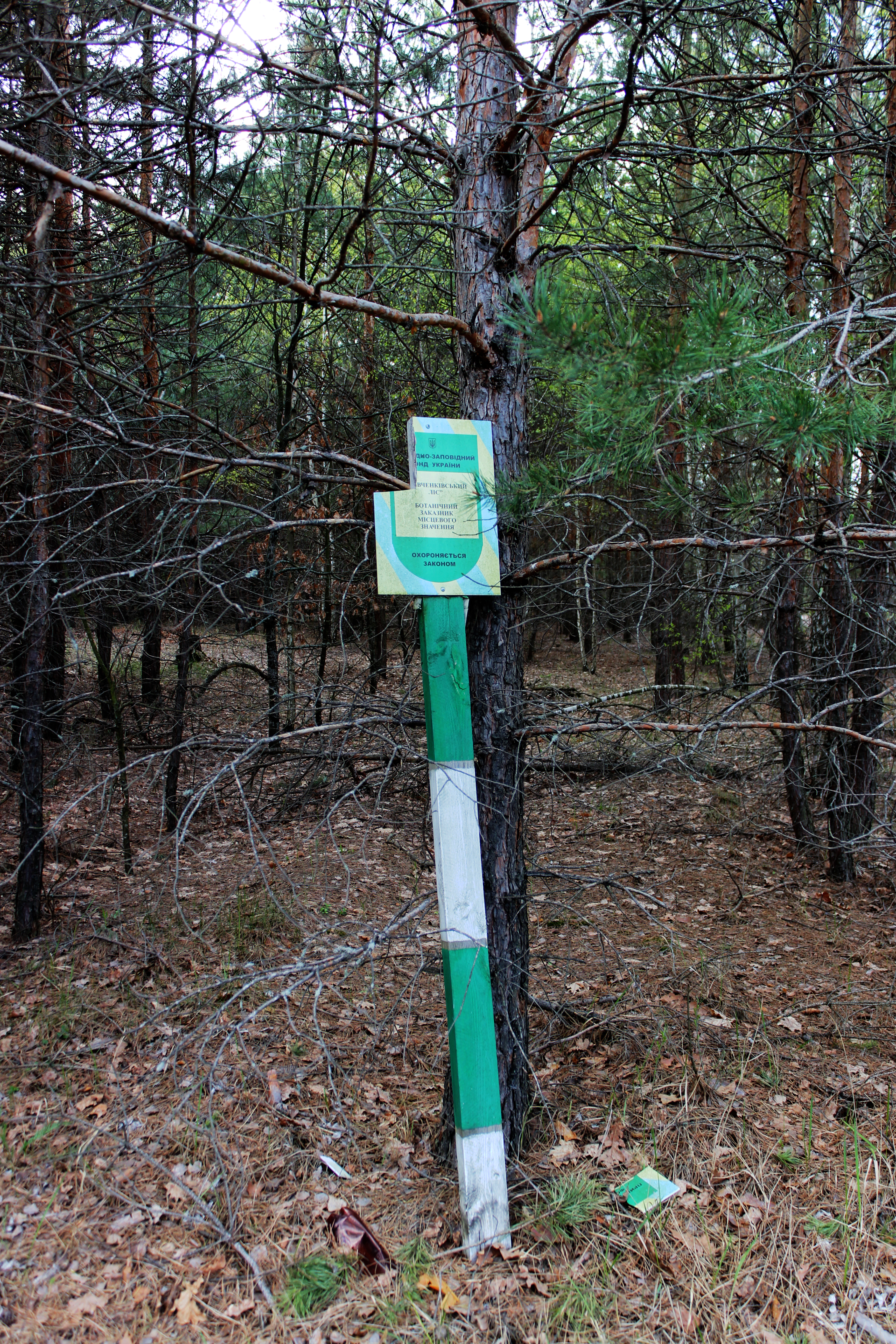
Табличка
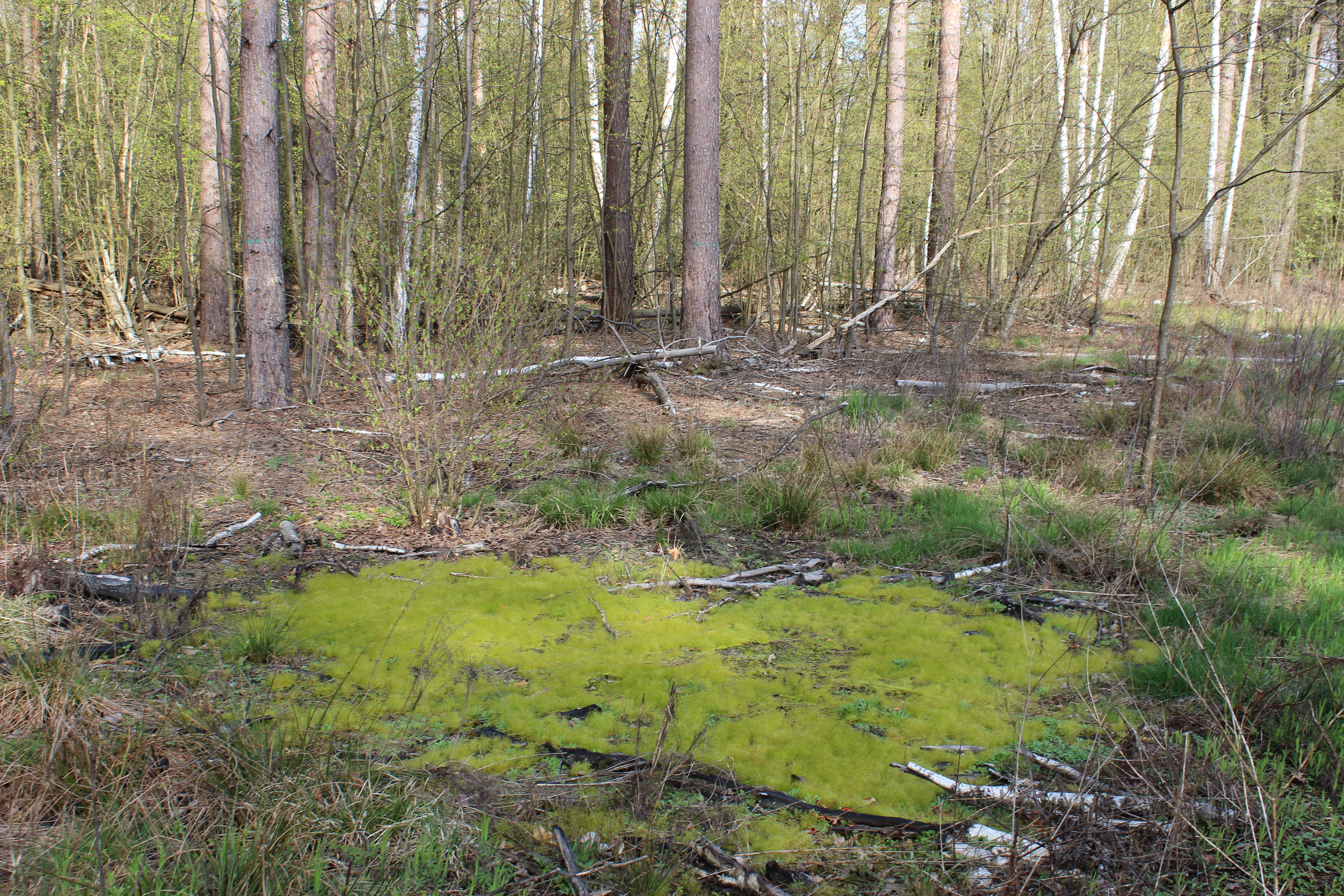
Куртина моху
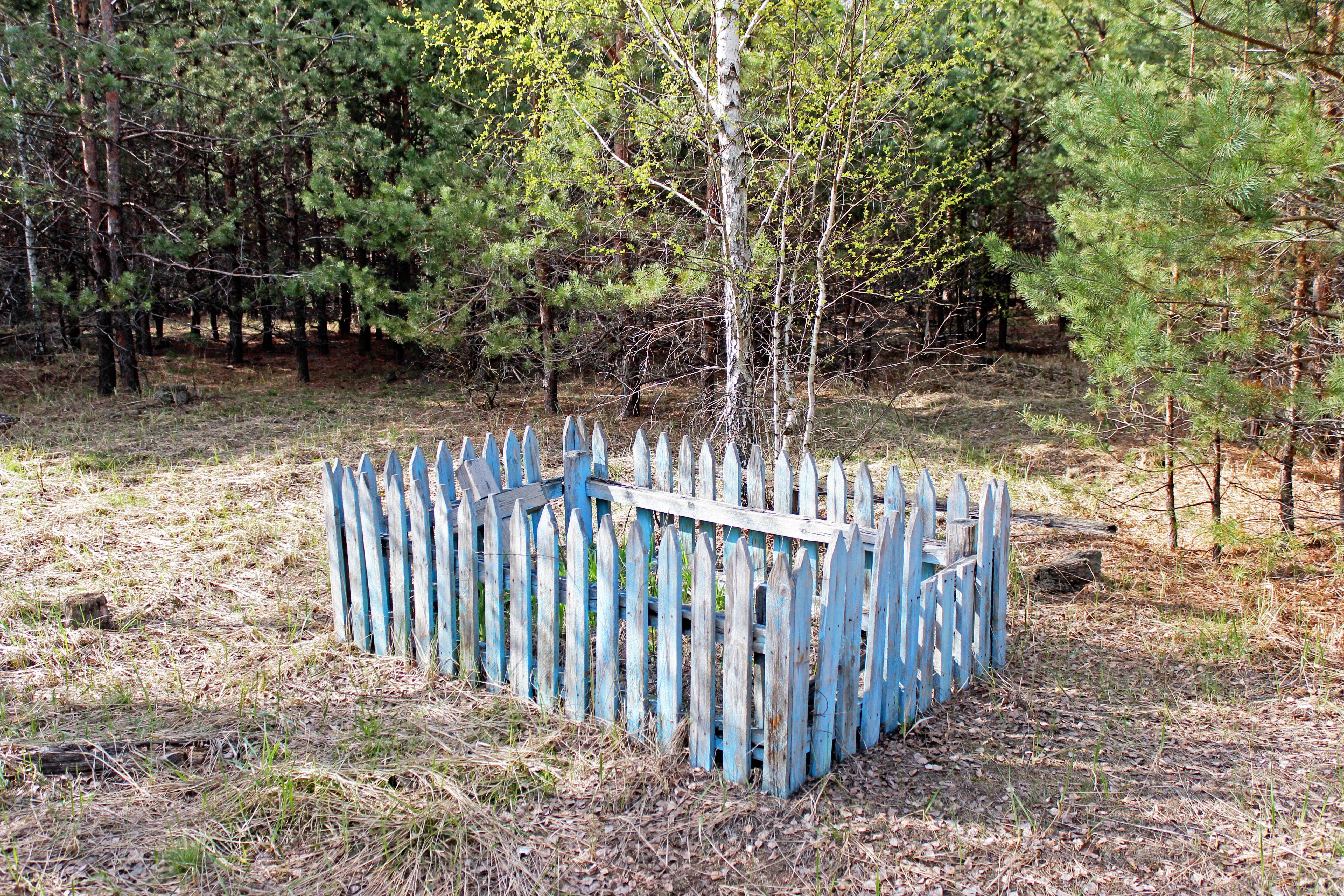
Могила в лісі
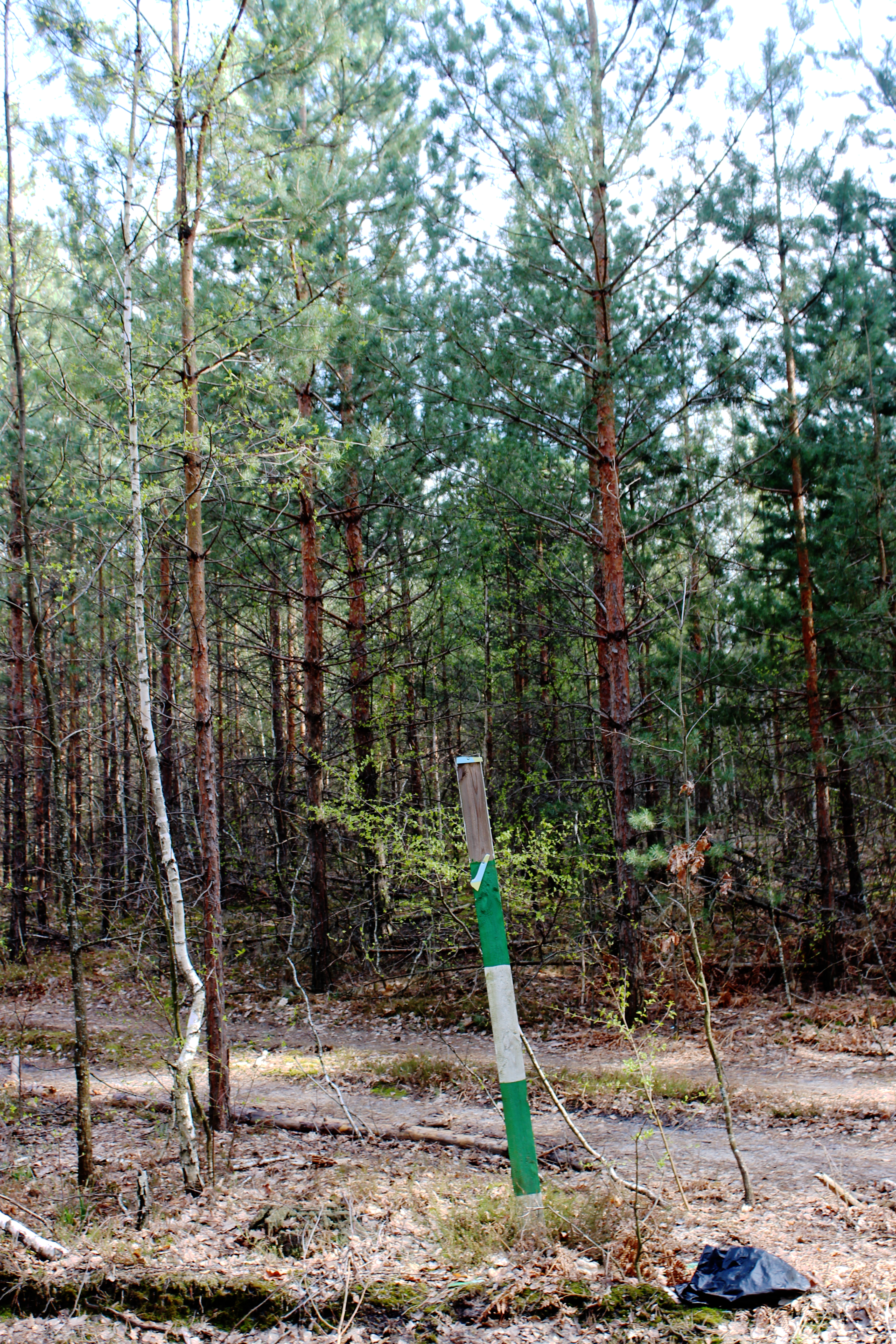
Стояк від таблички